# Eritromelàlgia
L'eritromelàlgia —anteriorment coneguda com a acromelàlgia, eritermàlgia i malaltia de Gerhardt o malaltia de Mitchell o malaltia de Weir-Mitchell— és un rar trastorn de dolor perifèric neurovascular en què els vasos sanguinis, generalment en les extremitats inferiors o en les mans, episòdicament s'inflamen (per hiperèmia). Hi ha un dolor intens de cremor —per afectació dels nervis sensorials— petita de fibra i enrogiment de la pell. Els atacs són periòdics i són desencadenats per la calor, la pressió, l'activitat lleu, l'esforç, l'insomni o l'estrès.
L'eritromelàlgia pot ser primària o secundària (és a dir, un trastorn en si mateix o un símptoma d'un altre trastorn o malaltia):
- L'eritromelàlgia secundària pot ser la conseqüència d'una neuropatia perifèrica de fibres petites de qualsevol causa, trombocitèmia essencial (l'eritromelàlgia també pot desenvolupar-se en presència d'un recompte normal de plaquetes en pacients amb trastorn mieloproliferatiu),[2] hipercolesterolèmia, intoxicació per alguns bolets o per mercuri, i alguns trastorns autoimmunitaris.
- L'eritromelàlgia primària és causada per la mutació del canal de sodi, dependent de voltatge per afectació de l'α-subunitat del gen SCN9A.